# 波韋爾希夫
49°31′19″N 23°46′2″E / 49.52194°N 23.76722°E

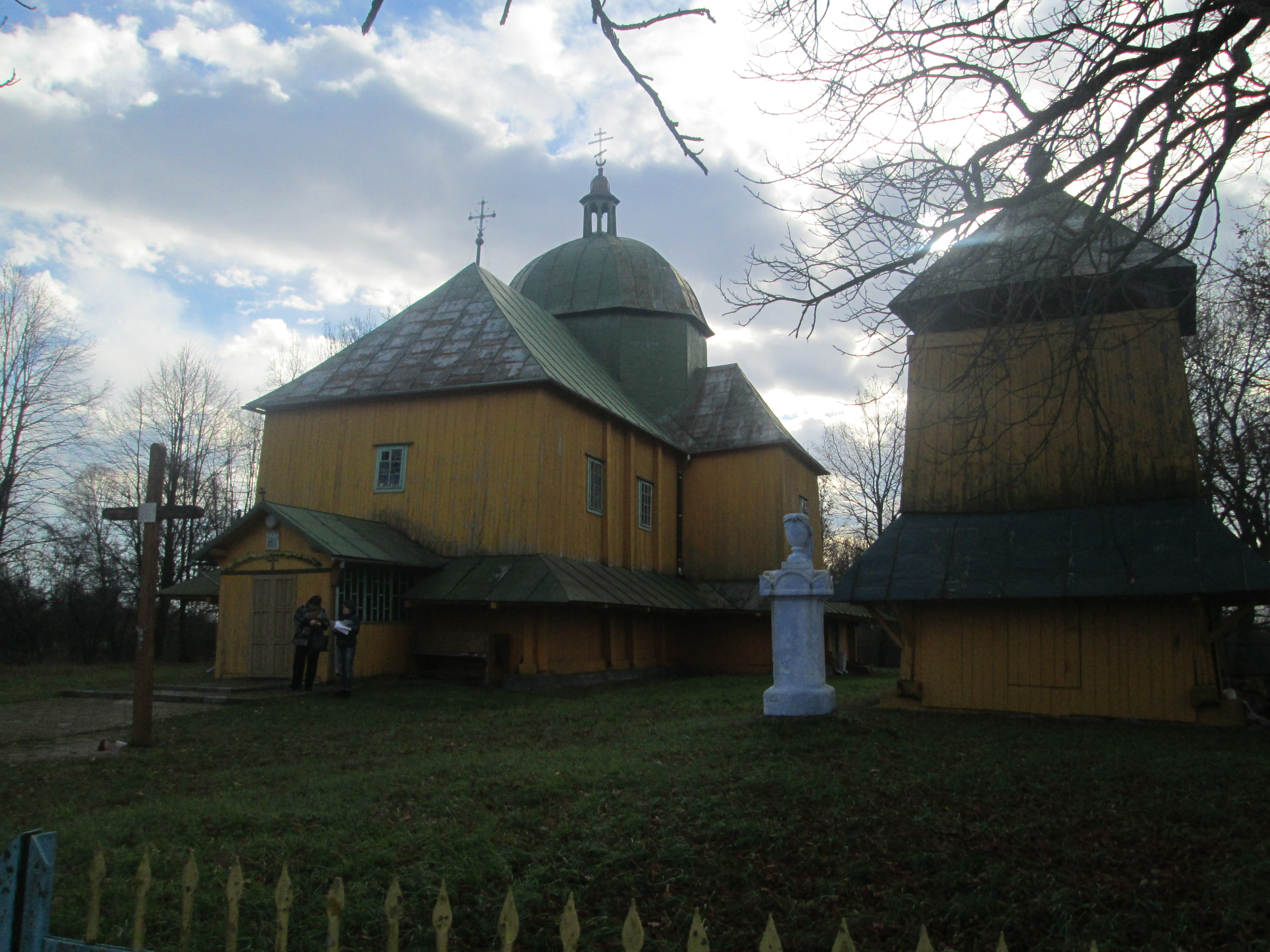
教堂

波韋爾希夫（烏克蘭語：Повергів），是烏克蘭西部利維夫州斯特雷區米科拉伊夫市镇的村庄。始建於1450年，面積0.9平方公里，海拔高度257米，2001年人口246，人口密度每平方公里273.33人。